# Klopstock-Preis
Der Klopstock-Preis für neue Literatur ist die höchste Auszeichnung des Landes Sachsen-Anhalt im Bereich Literatur. Seit 2015 wird der Preis jährlich durch den Landesminister für Kultur verliehen. Ausgezeichnet werden aktuelle deutschsprachige Werke oder auch das Gesamtwerk einer Autorin oder eines Autors. Der „Klopstock-Preis für neue Literatur“ umfasst einen Hauptpreis sowie einen Förderpreis für eine Debütveröffentlichung.

## Namensgebung und Verleihung
Benannt ist der Landesliteraturpreis nach dem 1724 in Quedlinburg geborenen bedeutenden Epiker, Lyriker und Dramatiker der Aufklärung und wichtigsten Vertreter der Empfindsamkeit, Friedrich Gottlieb Klopstock. Mit der Auslobung des einheitlichen Landesliteraturpreises wurden die bisher im Wechsel vergebenen Auszeichnungen Friedrich-Nietzsche-Preis, Wilhelm-Müller-Preis und Georg-Kaiser-Preis durch den „Klopstock-Preis für neue Literatur“ abgelöst. Der Friedrich-Nietzsche-Preis wird seitdem jedoch von der Nietzsche-Gesellschaft, der Stadt Naumburg, der Elisabeth Jenny-Stiftung und der Bürgergemeinde Basel weitergeführt. Mit der Neuausrichtung folgte das Land einer Empfehlung des Kulturkonvents.
Der Hauptpreis ist mit 12.000 Euro dotiert und zeichnet ein literarisches Werk (Roman, Lyrik, Drama, Reisebeschreibung, Essay) aus, das in den letzten vier Jahren veröffentlicht wurde, oder ein literarisches Gesamtwerk. Der Klopstock-Preis wird vom Minister für Kultur auf der Grundlage eines Vorschlags einer hierfür gebildeten Jury verliehen. Neben dem Hauptpreis wird der Klopstock-Förderpreis (3.000 Euro) an eine Nachwuchsautorin oder einen Nachwuchsautor vergeben, die oder der mit einer literarischen Debütveröffentlichung bundesweit Beachtung gefunden hat und einen biblio- oder biografischen Bezug zum Land Sachsen-Anhalt besitzt. Der Klopstock-Preis wird vom Minister für Kultur auf Grundlage von Vorschlägen des Literaturbeirates Sachsen-Anhalt verliehen.
Bewerbungen um die Literaturpreise sind nicht möglich.

## Preisträger

### Hauptpreis
- 2015: Ann Cotten „als eine Autorin der Gegenwart“
- 2016: Uwe Kolbe „als einen Dichter, der seine geistige Haltung auf ein trotziges Vertrauen in die Kraft der Worte baut“
- 2017: Thomas Melle für seinen autobiographischen Roman Die Welt im Rücken
- 2018: Marion Poschmann für ihren Roman Die Kieferninseln[6]
- 2019: Alexander Kluge für sein Lebenswerk[7]
- 2020: Clemens Meyer für sein Gesamtwerk
- 2021: Annett Gröschner für ihr Gesamtwerk
- 2022: Matthias Jügler für sein Gesamtwerk
- 2023: Angela Steidele für ihr Gesamtwerk[8]
- 2024: Yevgeniy Breyger für seinen Gedichtband Frieden ohne Krieg[9]
- 2025: Heike Geißer für ihre schriftstellerische Gesamtleistung[10]

### Förderpreis
- 2015: Mario Schneider für seinen Debütband Die Frau des schönen Mannes
- 2016: Michael Spyra für seinen Debütband Auf die Äpfel hatte der Herbst geboxt
- 2017: Marco Organo für seinen Debütband Dorfschönheit
- 2018: Anna Sperk für ihren Debütroman Die Hoffnungsvollen[6]
- 2019: Aron Boks für seinen Roman Dieses Zimmer ist bereits besetzt
- 2020: Josephine von Blueten Staub (Poetry-Slammerin)
- 2021: Henning Moneta, u. a. für seinen Debütroman Schlussapplaus
- 2022: Marlen Pelny für ihren Debütroman Liebe / Liebe[11]
- 2023: Domenico Müllensiefen für seinen Debütroman Aus unseren Feuern[12]
- 2024: Manuela Bibrach für ihren Gedichtband Radios mit Naturstimmen[13]
- 2025: Tobias Wagner für seinen Roman Death in Brachstedt[14]